# Жалпакасар
Жалпакасар — древнее городище (3 в. до н. э. — 3 в. н. э.), на территории Кармакшинского района Кызылординской области., в 45 км к юго-западу от железнодорожной станции Жосалы. В 1946—1948 годах обследовано Хорезмской археологической экспедицией под руководством С. П. Толстова; 1949—1966 годах экспедицией Л. М. Левиной. В плане четырёхугольной формы. Найдены фрагменты керамики и кости животных. Основное занятие жителей — земледелие и скотоводство.